# Cyclophorus elegans
Espèce
Cyclophorus elegans est une espèce de mollusques gastéropodes terrestres de la famille des Cyclophoridae.

## Répartition
Cyclophorus elegans se rencontre dans le Sud de la Chine.[réf. nécessaire]

## Classification
Le nom valide complet (avec auteur) de ce taxon est Cyclophorus elegans Möllendorff (d), 1881,.
Cyclophorus elegans a pour synonyme :
- Cyclophorus (Cyclophorus) elegans Möllendorff, 1881

### Publication originale
- (de + la) O. F. von Möllendorff, « Beiträge zur Molluskenfauna von Südchina », Jahrbücher der Deutschen Malakozoologischen Gesellschaft, Francfort-sur-le-Main, vol. 8,‎ 1881, p. 302-312 (ISSN 0936-9848, lire en ligne, consulté le 20 août 2024).